# Franco Cángele
Franco Cángele (Buenos Aires, 16 luglio 1984) è un ex calciatore argentino, di ruolo attaccante.

## Carriera

### Club
Cresciuto nelle giovanili del Boca Juniors, dalla stagione 2002-2003 è integrato nella rosa della prima squadra. Con il Boca Juniors vince la Primera División, la Coppa Libertadores e la Coppa Sudamericana. Nel gennaio 2005 si trasferisce a titolo definitivo all'Independiente. Viene acquistato dal Colón (SF) nell'estate 2005. Il 17 luglio 2006 viene ceduto in prestito al Sakaryaspor. Terminato il prestito al Sakaryaspor, viene acquistato a titolo definitivo dal Kayserispor. Dopo cinque stagioni con i turchi, l'8 gennaio 2013 rimane svincolato. Il 1º luglio 2013 trova l'accordo con il Boca Juniors. Il 23 gennaio 2014 viene acquistato dai turchi dell'Elazığspor. Al termine della stagione rimane svincolato. Nel gennaio 2016 viene ingaggiato dal Boca Unidos. Al termine della stagione si trasferisce all'Argentinos Juniors, ma il 1º settembre 2016 torna a titolo definitivo al Boca Unidos.

### Nazionale
Nel 2003 viene convocato dalla nazionale Under-20 argentina. Con l'Under-20 colleziona in totale 10 presenze e 4 reti.

## Palmarès

### Club
- Campionato argentino: 1

Boca Juniors: 2002-2003
- Coppa Libertadores: 1

Boca Juniors: 2003
- Coppa Sudamericana: 1

Boca Juniors: 2004
- Coppa di Turchia: 1

Kayserispor: 2007-2008

### Nazionale
- Giochi panamericani: 1

Santo Domingo 2003